# 随州站
随州站，位于中华人民共和国湖北省随州市曾都区，是汉丹铁路上的火车站，建于1962年，新站房于2009年6月30日正式启用，由武汉局集团管辖。

## 車站周邊
- 随州市中心客运站
- 随州文化公园
- 文峰物流园
- 随州汽车客运东站
- 随州乐都大酒店
- 香江建材陶瓷大市场
- 随州二中
- 7天酒店随州交通大道鹿鹤店
- 艳阳天时尚旅店随州店

## 歷史
- 建于1962年。
- 新站房于2009年6月30日正式启用。

## 圖片集
- 随州火车站
- 随州火车站站内

## 外部連結
- 中国铁路客户服务中心 （页面存档备份，存于）